# Point Fortin Civic Football Club
Maillots
Actualités
Le Point Fortin Civic Football Club est un club professionnel de football basé à Point Fortin à Trinidad-et-Tobago.
Il évolue actuellement au sein de la TT Premier Football League, le championnat élite de Trinité-et-Tobago.

## Palmarès
- Coupe de Trinité-et-Tobago
  - Vainqueur : 1969

## Résultats
| Saison    | Division | Ligue         | Championnat | Coupe |
| --------- | -------- | ------------- | ----------- | ----- |
| 2013-2014 | 1        | TT Pro League | 4e/9        | ?     |
| 2014-2015 | 1        | TT Pro League | /9          | ?     |